# Rue Henri-Verneuil
Ne doit pas être confondu avec Rue de Verneuil.
La rue Henri-Verneuil est une voie du 19e arrondissement de Paris, en France.

## Situation et accès
La rue Henri Verneuil est une voie publique située dans le nord-est du 19e arrondissement de Paris. 
Elle est desservie par la gare Rosa-Parks de la ligne E du RER qui débouche côté sud directement sur la rue et par la ligne 3b du tramway d'Île-de-France sur le parvis Rosa-Parks.

## Origine du nom

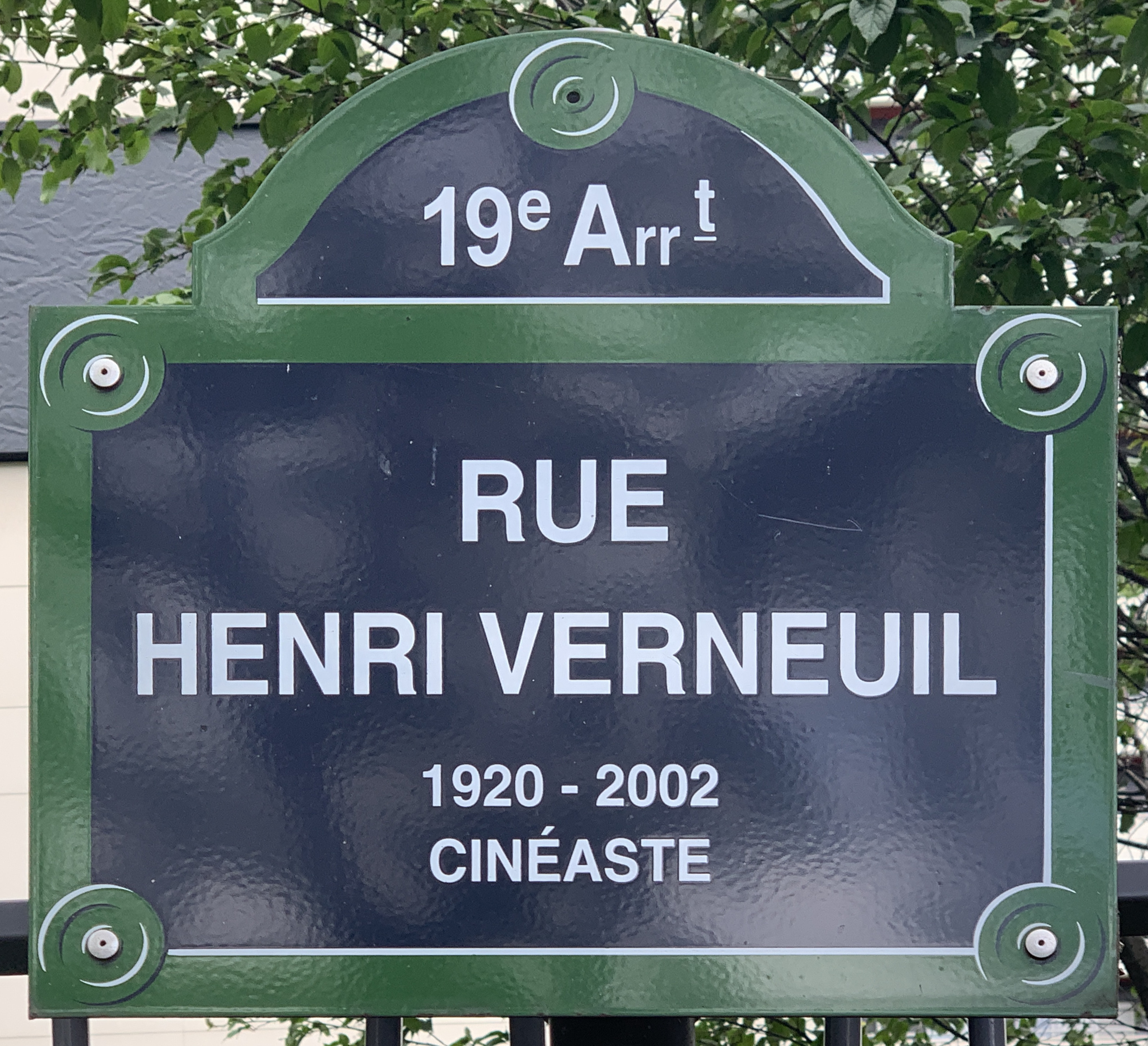
Plaque de la rue.

Elle rend hommage au réalisateur français Henri Verneuil (1920-2002). 

## Historique
La voie est créée dans le cadre de l'aménagement de la cité Edmond Michelet sous le nom provisoire de « voie EI/19 » et prend sa dénomination actuelle par un arrêté municipal du 27 septembre 2011. 